# Max Leuthold
Max Leuthold (23. svibnja 1863. – 5. ožujka 1934.) je bio njemački general i vojni zapovjednik. Prije Prvog svjetskog rata bio je načelnik Glavnog stožera Kraljevske saske vojske, dok je tijekom istog zapovijedao 53. pričuvnom divizijom i XII. korpusom na Zapadnom i Istočnom bojištu.

## Vojna karijera
Max Leuthold rođen je 23. svibnja 1863. u Ehrenbergu. Godine 1876. pridružuje se kao kadet Kadetskom korpusu, da bi nakon toga u travnju 1880. stupio u 107. pješačku pukovniju. Od 1887. raspoređen je najprije privremeno, a od listopada i trajno, kao instruktor u streljačkoj vojnoj školi u Spandauu. U međuvremenu je, u svibnju 1870., unaprijeđen u čin poručnika. Od listopada 1889. pohađa Prusku vojnu akademiju u Berlinu, te se nakon završetka iste u srpnju 1892. vraća na službu u 107. pješačku pukovniju. U travnju 1893. promaknut je u čin satnika, te raspoređen na službu u Glavni stožer u Berlinu kao predstavnik Glavnog stožera saske vojske. Nakon toga od ožujka 1897. ponovno služi u 107. pješačkoj pukovniji u Leipzigu gdje zapovijeda satnijom. U ožujku 1899. premješten je na službu u stožer 32. pješačke divizije kojom je tada zapovijedao Max von Hausen gdje služi do veljače 1901. kada prelazi na službu u stožer 23. pješačke divizije. U travnju te iste godine promaknut je u čin bojnika, da bi par mjeseci poslije, u rujnu, ponovno bio raspoređen u Glavni stožer u Berlinu.
Od travnja 1904. služi u stožeru XII. korpusa u Dresdenu, da bi u studenom 1905. bio imenovan zapovjednikom 13. lovačke bojne također smještene u Dresdenu. U rujnu 1906. dostiže čin potpukovnika, dok godinu dana nakon toga, u rujnu 1907., postaje načelnikom stožera XIX. korpusa sa sjedištem u Leipzigu. Dužnost načelnika stožera XIX. korpusa obnaša do rujna 1909. kada postaje zapovjednikom 100. grenadirske pukovnije. Šest mjeseci nakon toga imenovanja, u ožujku 1910., promaknut je u čin pukovnika. U ožujku 1913. imenovan je načelnikom Glavnog stožera Kraljevske saske vojske, nakon kojeg imenovanja je u lipnju unaprijeđen u čin general bojnika.

## Prvi svjetski rat
Na početku Prvog svjetskog rata Leuthold obnaša dužnost načelnika Glavnog stožera Kraljevske saske vojske. U srpnju 1915. imenovan je međutim, zapovjednikom 53. pričuvne divizije koja se nalazila na Zapadnom bojištu. Nakon preuzimanja zapovjedništva Leuthold zapovijedajući 53. pričuvnom divizijom sudjeluje tijekom 1915. u Drugoj bitci u Champagni. U kolovozu 1916. divizija je premještena na Sommu gdje sudjeluje u Bitci na Sommi u kojoj je divizija pretrpjela teške gubitke.
U studenom 1916. Leuthold je s 53. pričuvnom divizijom premješten na Istočno bojište gdje u srpnju 1917. sudjeluje u zaustavljanju Kerenskijeve ofenzive i protuudaru koji je uslijedio nakon toga. U međuvremenu je, i to u svibnju 1917., promaknut u čin general poručnika. U studenom divizija je ponovno vraćena na Zapadno bojište gdje u ožujku 1918. sudjeluje u Proljetnoj ofenzivi. U srpnju 1918. Leuthold je imenovan zapovjednikom XII. korpusa kojim zapovijeda do kraja rata. Istodobno je od rujna zapovijedao i 192. pješačkom divizijom.

## Poslije rata
Nakon završetka rata Leuthold od siječnja 1919. zapovijeda XIX. korpusom sa sjedištem u Leipzigu. Navedenim korpusom zapovijeda do listopada kada je stavljen na raspolaganje.  
Max Leuthold je preminuo 5. ožujka 1934. godine u 71. godini života.

## Vanjske poveznice
(eng.) Max Leuthold na stranici Prussianmachine.com

(njem.) Max Leuthold na stranici Deutschland14-18.de  Arhivirana inačica izvorne stranice od 4. ožujka 2016. (Wayback Machine)